# Manuel Ovalle Álvarez
Manuel Ovalle Álvarez (Ponferrada, 31 de mayo de 1955) es un reportero gráfico de televisión español. Durante 47 años cubrió con TVE acontecimientos relevantes de España, conflictos internacionales y cuatro Juegos Olímpicos. 

## Trayectoria
Conoció al reportero Miguel de la Quadra-Salcedo, quien le animó a hacer unas pruebas en Madrid para auxiliar de cámara para Televisión Española, que superó en 1974. Ha trabajado en 135 países. Su primer viaje le llevó a París en 1975, para hacer un reportaje de una exposición y en 1979 cubrió el golpe de Estado de Guinea Ecuatorial. 
Estuvo en 15 conflictos bélicos. Nicaragua (1980), El Salvador (1981), Chad, Zambia, Rhodesia, Mozambique, Líbano (1982, y años más tarde, con Arturo Pérez-Reverte), Bosnia, Gaza, Irak (2023, con Almudena Ariza)... El último en Libia, 2011, durante la caída del presidente Muamar el Gadafi.
En 1987 con la periodista Rosa María Calaf abre la corresponsalía de TVE en Moscú, Rusia, antigua URSS, en la perestroika de Mijail Gorbachov. Permaneció cinco años allí y cubriendo entre otros acontecimientos el derrocamiento del Presidente Nicolae Ceaușescu, en Rumania (1989). . 
En España cubrió, entre otros, el entierro de Francisco Franco (1975), el intento de golpe de Estado, 23-F (1981), la matanza de Puerto Hurraco (1990), o el Desastre del Prestige (2022), donde trabajó con la periodista Letizia Ortiz, antes de ser Princesa de España. 
Rodó con su cámara series documentales de aventura con Miquel de la Quadra-Salcedo, por África, y Latinoamérica. Fueron 13 temporadas de los programas Aventura 92 y Ruta Quetzal, en la que jóvenes españoles reeditaban los viajes de Cristóbal Colón y otros exploradores españoles. Y  en 1999 filmó una expedición al Polo Norte geográfico para Informe Semanal. 
Cubrió cuatro Juegos Olímpicos, Pekín 2008, los Ángeles 84, Barcelona 92 y Atenas 2004 y tras regresar de terremoto de Haití (2010), realizó la cobertura del Mundial de fútbol de Sudáfrica (2010), en la que España se hizo por primera vez con el título.
En 2012 contribuyó a crear, junto al periodista, José Antonio Guardiola, El ojo de la noticia, programa sobre los grandes reporteros gráficos de TVE. En 2014 fue el protagonista de uno de los capítulos la segunda temporada.  
En 2016 abandonó Madrid por Huelva para ejercer en la corresponsalía de TVE en Andalucía Occidental. En 2020, mientras cubría la visita de los Reyes de España en Almonte, la Reina Letizia lo reconoció como antiguo compañero y se acercó a saludarlo. Se jubiló en 2021. Y en 2022, en calidad de Presidente de la Asociación Promoción Turística y Cultural de Huelva, organizó el I Congreso De Guanahani rumbo al a Onuba en el que reunió a expedicionarios de Ruta Quetzal.    
En 2024 se publicó su biografía, Ovalle, reportero gráfico (Editorial Niebla), escrita por Ana Martín, con prólogo de Almudena Ariza, Rosa María Calaf, Carlos del Amor y Arturo Pérez-Reverte, compañeros con los que compartió coberturas informativas. 

## Exposiciones
- 2016: El Bierzo, un hechizo de color. Exposición fotográfica en Bembibre, León, dentro del Festival Nacional de Exaltación del Botillo  . [11]
- 2016. Miradas de luz y color, Exposición fotográfica en el Concello de Lugo. [12]

## Premios
- 2013: Premio Talento otorgado por primera vez a un reportero gráfico en activo por la Academia de Televisión.  [13] [14]
- 2023: Premio Ángel Serradilla, concedido por la Asociación de Prensa de Huelva. [15]